# Одбрана Пере Тодоровића
„Одбрана Пере Тодоровића” је југословенски ТВ филм из 1980. године. Режирао га је Арса Милошевић а сценарио је написао Иван Бекјарев по тексту Пере Тодоровића.

## Улоге
| Глумац        | Улога |
| ------------- | ----- |
| Иван Бекјарев |       |